# Капустино (Малопургинський район)
Капу́стино (рос. Капустино, удм. Кабыста) — присілок в Малопургинському районі Удмуртії, Росія.
Урбаноніми:
- вулиці — Вильгурт, Лякшурйил, Радянська, Садова, Шкільна

## Населення
Населення — 436 осіб (2010; 422 в 2002).
Національний склад станом на 2002 рік:
- удмурти — 98 %